# Варгас, Даниэль (легкоатлет)
Даниэ́ль Ва́ргас — мексиканский бегун на длинные дистанции. На олимпийских играх 2012 года занял 39-е место в марафоне с результатом 2:18.26. Занял 60-е место на чемпионате мира по полумарафону 2012 года с результатом 1:08.56.
На марафоне в Торреоне 2012 года занял 3-е место с личным рекордом — 2:13.06.